# Edward Barrett
Edward Edmund Barrett (1877-?)era un practicante de tira y afloja, de lucha libre y de atletismo en el Reino Unido. En los Juegos Olímpicos de 1908, fue parte del equipo de la Policía de Londres, que ganó la medalla de oro en el deporte. En el mismo número, ganó la medalla de bronce en la lucha libre por encima de 73 kg, fue quinto en la lucha grecorromana sobre los 93 kg y participó en tres eventos de atletismo. En la próxima edición, los Juegos Olímpicos de Estocolmo 1912, participó en la lucha libre, no ganó medallas.